# Oospila albicoma
Oospila albicoma là một loài bướm đêm trong họ Geometridae.